# Yanagawa
Yanagawa (柳川市; -shi) é uma cidade japonesa localizada na prefeitura de Fukuoka.
Em 2003, a cidade tinha uma população estimada em 41 048 habitantes e uma densidade populacional de 1 102,55 h/km². Tem uma área total de 37,23 km².
Antes da sua edificação como cidade no século XVI, a mando do clã Kamachi Yanagawa, era um pequena aldeia cujos canais eram utilizados para fins de irrigação. Recebeu o estatuto de cidade a 1 de Abril de 1952.
Realiza-se, todos os anos, na cidade, durante o mês de Novembro, um festival que envolve a leitura de poemas, música, fogo-de-artifício e passeios de barco (atracção turistica que se mantém popular ao longo do ano), em homenagem ao nascimento do poeta e compositor de músicas para crianças, Kitahara Hakushu, natural de Yanagawa e cuja casa está também aberta ao público.
Outro evento de destaque é a celebração do Festival das Bonecas, consagrado todos os anos no dia 3 de Março. No decorrer desse dia festivo os donos de residencias privadas e estabelecimentos comerciais colocam bonecas laboriozamente pintadas ao estilo do período Heian em exposição, chegando mesmo a haver quem esteja disposto a abrir ao público a sua casa com o intuito de exibir as suas preciosas colecções e decorações festivas.